# Hiiumaa
Hiiumaa (más néven Hiiu Saar, am. Hiiu-sziget, németül és svédül Dagö, dánul Dagø, finnül Hiidenmaa) sziget a Balti-tenger keleti részében, a második legnagyobb észtországi sziget Saaremaa után. Hiiu megye túlnyomó részét alkotja.
A lakosság a partvidéki részeken él, a sziget erdőségeiben nem élnek emberek.

## Természet
Hiiumaa partvonala (hossza: 310 km) jól tagolt. A sziget felszíne egyenletesen sík. Északi partján sok a homokfövenyes partszakasz. Úszásra és napozásra rengeteg alkalmas hely áll rendelkezésre: Tõrvanina, Lehtma, Tahkuna, Mangu, Luidja, Pallinina, Kalana rand  és Surfiparadiis (Szörfparadicsom) partszakaszok. Messze nyugatra nyúlik a Balti-tengerbe a Kõpu-félsziget, amely középső része 67 méterre magasodik, és ahol a balti országok legrégebbi világítótornya található – a Kõpu világítótorony, mely a 16. század első felében épült elsősorban azért, hogy a veszélyes Hiiu madalra (kb. Hiiumaa-i sekélyvíz) figyelmeztessen. A Kõpu-félsziget csúcsánál találhatók Észtország legjobb szörfhelyszínei. Különösen figyelemreméltó a Kalana kikötőtől néhány kilométerre nyugatra található partszakasz. Itt fekszik Észtországban az egyedüli hirtelen mélyülő, nagy területű, finom homokú strand.
Hiiumaa legnagyobb részét erdő takarja. A sziget faunája nagyon változatos fajokat vonultat fel: több mint 1000 fajta szövetes növény, közülük számos ritka fajjal.
Hiiumaa olyan természetövi határon fekszik, ahol a tűlevelű erdők lombhullatókba vezetnek át. Tájain találunk erdeifenyveseket, vizenyős lombhullató erdőket, kevert erdőket (fenyő és lombhullató), borókafenyveseket, homokdűnéket, mocsarakat és lápokat. Értékesek a hiiumaa-i vidékek, ahol a palakőzet alapot laza földréteg takarja be.

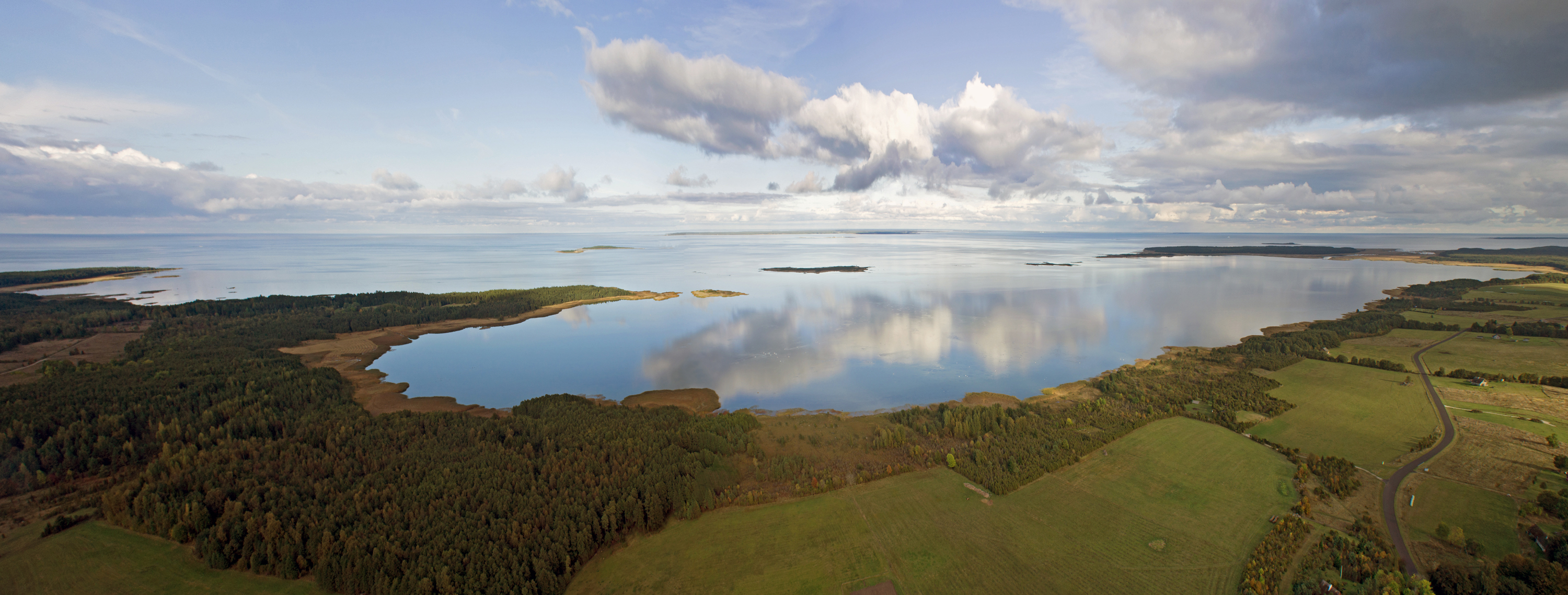
Panorámakép a szigeten

Hiiu megye a legerdősebb megye Észtországban. Több mint a sziget felét teszik ki azon vidékek összességei, melyek erdőkkel, bokrokkal borítottak. A középső vidékeken süppedős mocsarak találhatók, területük a sziget területéből 7%. Emiatt a gazdálkodásra alkalmas földek aránya a szigeten kevesebb, mint 20%.
Figyelemre méltó Hiiumaa gazdag faunája. Körülbelül 1000 fajta növény terem itt meg. Több mint 50 közülük védett, ilyen például a tiszafa, borostyán, a Mezei iringó (ördögszekér), vagy a csepplen. A nagyobb növényevők közül az erdőben lehet találkozni jávorszarvassal, őzzel, szarvassal és vaddisznóval. Általános a róka, a nyestkutya, a hiúz. A sziget vizeiben megszaporodtak a gyűrűs- és a szürkefóka-csapatok, ami az egész Balti-tenger szempontjából figyelemre méltó. Hiiumaa fölött nagyon fontos vándormadár-útvonalak helyezkednek el. Számos fészekrakó és költőhely közül a leghíresebb a Käina-öböl.
Hiumaa-n a következő természetvédelmi területek vannak:
Hiiumaa-i homokdűnék tájvédelmi körzete, Käina-öböl – Kassari tájvédelmi terület, Kõpu természetvédelmi körzet, Kõrgessaare tájvédelmi körzet, Leigri természetvédelmi körzet, Luidja tájvédelmi körzet, Paope természetvédelmi körzet, Pihla-Kaibaldi természetvédelmi körzet, Sarve tájvédelmi körzet, Sepaste tájvédelmi körzet, Tahkuna természetvédelmi körzet, Tareste tájvédelmi körzet, Tihu természetvédelmi körzet, Tilga tájvédelmi körzet, Vahtrepa tájvédelmi körzet.
Hiiumaa-n van továbbá 17 védett terület: Hiiu síkvidék, Hirmuste, Kuri-Hellamaa, Kõpu-Vaesoo, Kõrgessaare-Mudaste, Luhaste, Paope, Pihla-Kurisu, Prassi, Pühalepa, Suureranna, Undama mocsár, Vanajõe, Vanamõisa-öböl, Viilupi, Vilivalla és Väinamere.
Ugyanígy védelem alatt áll 4 hiiumaa-i park: Kärdla várospark, Kärdla partipark, Suuremõisa uradalmi park, Vaemla uradalmi park.
Hiiumaa természetvédelmi területeiért A Környezetminisztérium Hiiumaa-i Környezetvédelmi hivatal társhivatala felelős. A gyakorlatban a védelmi intézkedéseket az Országos Természetvédelmi Központ Hiiu-Lääne régióbeli Hiiumaa hivatala bonyolítja.
A sziget keleti- délkeleti partjai mellett körülbelül 200 sziget és szigetecske fekszik, melyek közül a legnagyobb a tölgyese révén a fő szigettel összekapcsolt Kassari. A Hiiumaa körül lévő szigetecskék közül a legnagyobb Vohilaid. A Hiiumaa-tól délre fekvő szigeteket „Hiiumaa szigetecskéi” néven emlegetik.

## Történelem
Körülbelül 450 millió évvel ezelőtt a mai Kärdla város területére meteorit zuhant. A meteoritkráter a földfelszínen a mai napig megfigyelhető.
A legutolsó jégkorszak után elsőként a Kõpu félszigeten lévő Szent András˗hegy emelkedett a tengerszint fölé, amelyre a Kõpu világítótornyot építették. Ennek a környékéről lelték fel a legrégebbi népesség nyomait, fókavadászok táborát, amely a 7000 évvel ezelőtti időkből származik.
Kõpunál földművelő eszközök maradványai maradtak fenn a bronz- és a vaskorból, és más nyomok korai civilizációkból. A vaskor vége felé, az i.e. 2. évezred elején, érezhetően ritkult az itteni népességszám, és a sziget még jóval később, Saaremaa ősi egyházmegyéi idejében is valószínűleg elhagyatott vidék volt.
1228-ban a Hiiumaa-i püspök a Saare-Läänei püspök, Gottfried vazallusa lett. A hűbérré válást igazoló dokumentumokban így nevezik Hiiumaa-t: „Quadam insula deserta, quae dicitur Dageida” (Valami üres sziget, amelyet Dageidának hívnak). 1260-ban Hiiumaa-t felosztották a Saare-Lääne-i püspök és az akkor már a Német Lovagrend részét alkotó Kardtestvérek rendje között. Ezután alapult Pühalepa (a rend irányítása alatt) és Käina járás (püspöki tulajdonban). A 17. században alapították Hiiumaa északi részére Reigi járást, 1866-ban a déli részre Emmaste járást.
A 14. században Hiiumaa-ra svédek költöztek. A hiiumaai svédek kolóniáinak nyomai még a 21. század elején is nyilvánvalóak. A svédek többsége a 18. században az Ungern-Sternbergekkel létrejött viszály miatt kényszerült a Hiiumaa-ról távozni. A püspöki és a rendi hatalom Hiiumaa-n 1560-ban szűnt meg, mikor II. Frederik dán király megvásárolta a Saare-Läänei egyházmegye birtokait és a sziget Magnus herceg területe lett.
1563-1710 között Hiiumaa és Haapsalu hercegi járás svéd tulajdonban, és az észt gubernátorság fennhatalma alatt volt, és ezután 1917-ig volt tagja az orosz cári birodalom észt gubernátorsága haapsalui igazgatási egységének.
Az első világháború alatt, 1917 októberében a szigetet elfoglalták a németek, akiknek a hatalma 1918 novemberéig tartott. Ezután Hiiumaa az Észt Köztársaság fennhatósága alá került.
Adminisztratív szempontból Hiiumaa 1946-ig a läänemaai állományba tartozott. Ekkor alapították meg a különálló Hiiu megyét, melyet 1950-ben régióvá minősítettek át. 1990-ben helyreállították a korábbi jogi állapotot.

## Kikötők
- Emmaste község – Sõru kikötő
- Käina község – Orjaku kikötő

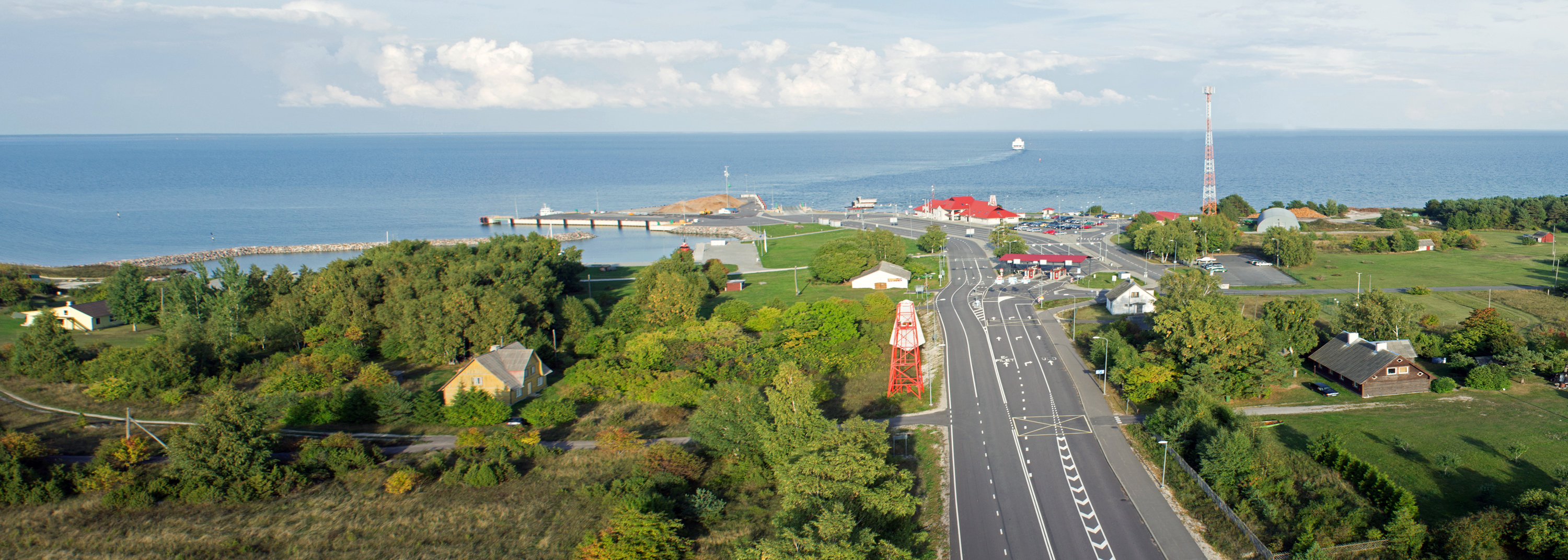
Heltermaa kikötő

- Kõrgesaare község – Lehtma kikötő, Kalana kikötő, Kõrgesaare kikötő
- Pühalepa község – Suur kikötő, Heltermaa kikötő, Sarve kikötő, Salinõmme kikötő

## Hiiumaa egyházközségek a 20. század elején
Hiiumaa ekkor hivatalosan Läänemaa alá tartozott.
- Emmaste
- Käina
- Reigi
- Pühalepa

## Külső hivatkozások
- Hiiumaa-portál (észtül)

1. ↑  Észt Statisztikai Hivatal. (Hozzáférés: 2021. június 9.)
2. ↑  Statistical Database of Statistics Estonia. (Hozzáférés: 2024. július 27.)